# François Bonivard
François Bonivard, parfois écrit Bonnivard (1493-1570), est un gentilhomme savoyard, un patriote genevois et un historien dont l’emprisonnement au château de Chillon a été la source d’inspiration pour le poème de Lord Byron, Le prisonnier de Chillon (1816).

## Biographie

### Origines et formation
François Bonivard naît en 1493, dans la maison paternelle de Seyssel, rive droite, dans le duché de Savoie,. Il est le fils de Louis Bonivard, seigneur de Lompnes (prononcé Lone) et d’Aynarde de Menthon-Montrottier,, de la haute noblesse savoyarde.
Destiné à l’Église, il est formé à Notre-Dame de Pignerol (Piémont), où ses parents, un grand-oncle, Urbain († 1499), et un oncle, Jean-Amédée, sont abbés. Il poursuit avec l'étude du droit, civil, canon et féodal, à Turin (Piémont), puis à Fribourg-en-Brisgau (Bade-Wurtemberg.).
En 1513, il semble déjà porter le titre de protonotaire apostolique. Il est dit docteur ès décrets dès 1515. Il est poète lauréat en 1517.

### Tensions avec le prince de Savoie
À la mort de son oncle, Jean-Amédée, en 1514, il entre en possession du bénéfice attribué à sa famille, depuis trois générations, le prieuré clunisien Saint-Victor aux portes de Genève,.
Quoique sujet de la maison de Savoie, il se lie aux patriotes genevois qui s’opposent aux visées annexionnistes du duc de Savoie, Charles III, sur la cité. Aussi, en 1519, le duc le fait capturer et emprisonner une première fois. Il doit notamment céder ses droits sur le prieuré. Libéré en 1521, il consacre tous ses efforts à récupérer son fief. En 1530, cherchant à obtenir des appuis à Fribourg et Berne, il est pris sur le Jorat par des seigneurs savoyards qui le remettent au capitaine responsable du château de Chillon, fief savoyard. Il y reste six ans.

### Prisonnier au château de Chillon

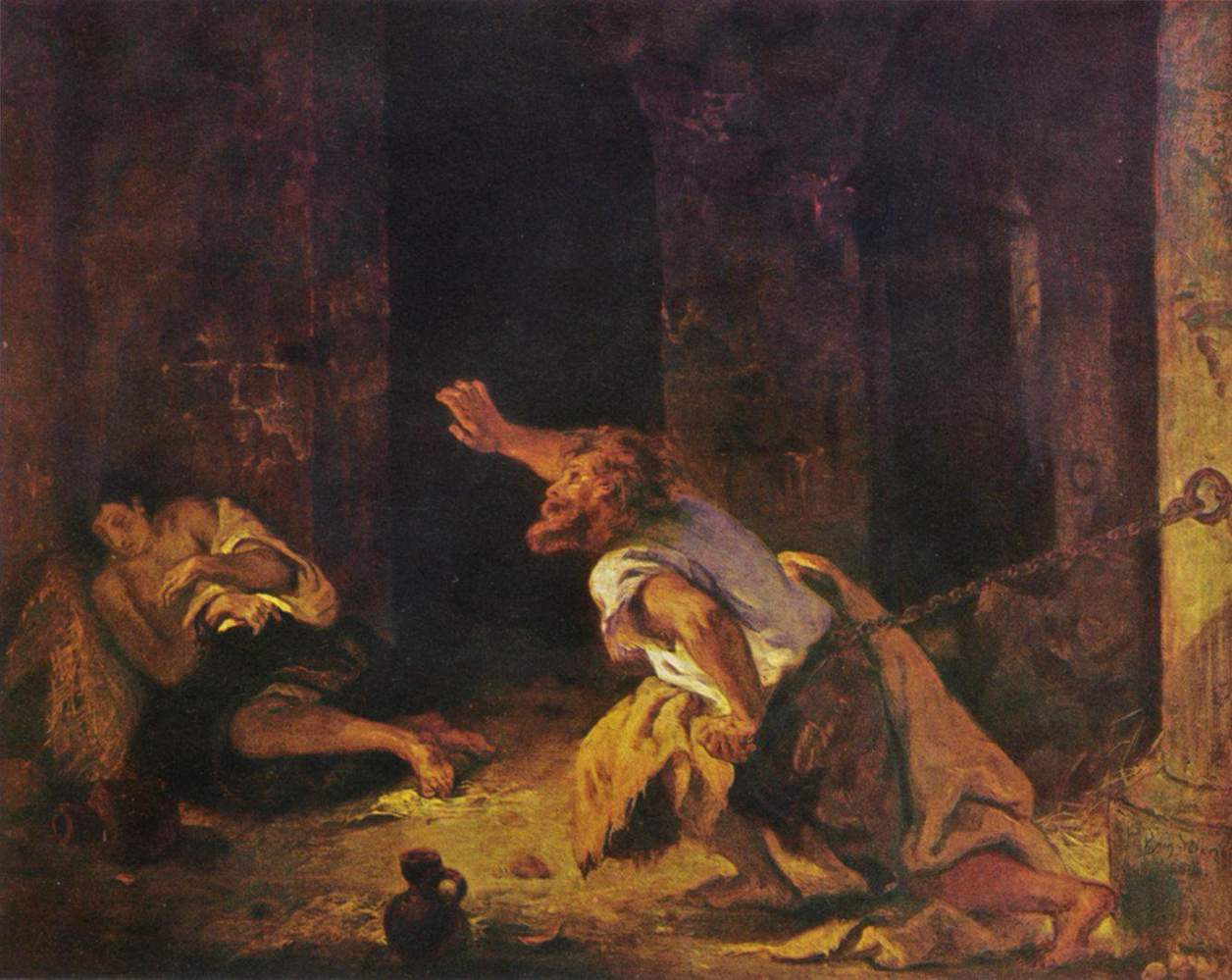
Illustration pour Le Prisonnier de Chillon, par Eugène Delacroix

Ses deux frères ne sont pas enfermés avec lui. Il n’en a eu qu’un qui est resté fidèle au duc. En mars 1536, les troupes bernoises, menées par Hans Franz Nägeli et aidées par un contingent genevois, décident d’encercler le château. Le duc de Savoie avait ordonné au capitaine de soumettre les prisonniers de Genève à l’estrapade par deux fois et de les exécuter sans hésitation dès que les ennemis apparaîtraient. Paniquée à l’idée de tomber dans les mains des Bernois connus pour ne pas faire de sentiments avec les prisonniers, la garnison savoyarde laisse la vie sauve aux captifs et s’échappe durant la nuit par le lac. Les Genevois forcent alors les portes du château pour délivrer les prisonniers, dont Bonivard.
‘Le lac Léman baigne les murs du château de Chillon. Du haut des
créneaux blancs comme la neige, la sonde s’enfonce à mille pieds
dans la profondeur des ondes qui enveloppent le donjon de toutes
parts. Ainsi la double barrière de la pierre et des flots faisait de notre
cachot une tombe vivante. L’obscur caveau où nous gisions est
construit plus bas que le niveau du lac. Nous entendions jour et nuit
les flots battre la muraille au-dessus de nos têtes […]
il y a sept piliers de forme gothique, dans les donjons profonds et
anciens de Chillon ; il y a sept colonnes, massives et grises, à peine
éclairées par un rayon emprisonné, un rayon de soleil qui a perdu son
chemin […] J’aurais accueilli en souriant la mort qui m’eût délivré
[…]
‘J’aménageai un point d’appui dans le mur ; ce n’était pas pour y
commencer une évasion, car j’avais enterré, jusqu’au dernier tous
ceux qui, sous forme humaine, m’avaient aimé. […] Mais j’étais
curieux de grimper jusqu’aux barreaux de la fenêtre, et de tourner
vers les hautes montagnes, une fois de plus, la quiétude d’un œil
aimant.
‘Je les voyais – et elles étaient les mêmes, elles n’avaient pas changé,
comme moi, d’apparence ; je vis leurs neiges vieilles de milliers
d’années, surplombant le vaste lac s’étendant au loin et le bleu Rhône
dans son cours le plus large.’
Lord Byron, extraits de son poème Le Prisonnier de Chillon

### Installation à Genève
Bonivard  avait quitté une ville épiscopale. À son retour, il trouve, sinon une république, du moins une commune autonome et démocratique. Le Prince-évêque, Pierre de La Baume, son souverain par procuration impériale, s’est enfui, effrayé par les conflits politiques et religieux que traverse Genève ; le duc de Savoie a perdu tous ses droits. La messe a été abolie et le clergé a quitté la ville. La Réforme est sur le point d’être adoptée par les citoyens (21 mai 1536). Quoique haut dignitaire de l’Église, Bonivard accepte la nouvelle situation,est reçu bourgeois en 1537 ; il entre au Conseil des Deux Cents et est gratifié d’une pension pour compenser les rentes de son ancien prieuré de Saint-Victor - dont les bénéfices ont été attribués à la Seigneurie pour subvenir aux besoins des pauvres.
En 1542, il est chargé par la Seigneurie de rédiger les Chroniques de Genève, et plus particulièrement de décrire les événements qui ont conduit à l’autonomie de Genève et dont il a été le témoin et l’un des principaux acteurs.
Deux manuscrits aboutis de ces chroniques sont parvenus jusqu’à nous : 1) le manuscrit dit du Conseil qu’il remet aux magistrats en 1551 ; ce manuscrit remonte aux origines de la ville et s’étend jusqu’en 1530 (année de l’incarcération de l’auteur à Chillon). Basée sur les documents des Archives, sur ses souvenirs et sur les témoignages de contemporains c’est la première histoire de la cité. Dans l’idée des magistrats, c’est un instrument interne, et non diffusable, pour ne pas raviver les divisions dans la ville et les menaces extérieures, servant à prouver que le duc de Savoie n’a jamais eu et n’a pas la souveraineté sur Genève, comme on le pensait généralement.
Une fois remis au Conseil, Bonivard n’a plus jamais son manuscrit entre les mains. Déçu et craignant que la lutte héroïque de Genève pour son autonomie ne tombe dans l’oubli, il entreprend une nouvelle version de son histoire qu’il conduit jusqu’en 1563 (un an avant la mort de Calvin) et qu’il ne soumet pas aux autorités à notre connaissance.
Le premier manuscrit, dit manuscrit du Conseil, est finalement publié au XIXe siècle sous le titre : Chroniques de Genève par François Bonivard, prieur de Saint-Victor, publiées par Gustave Revilliod, Genève, 1867, 2 vol. Le deuxième, dit manuscrit de Turin, car il est conservé aux Archives de la capitale piémontaise pour des raisons non encore élucidées, fait l’objet actuellement d’une édition critique. Les deux premiers volumes ont paru sous le titre : Chroniques de Genève, t. I, (origines-1504) ; t. II (1505-1526) ; t. III (1526-1530/1536-1563), éd. critique par Micheline Tripet, Droz, Genève, 2001, 2004 et 2012.
À côté des Chroniques considérées comme son chef-d’œuvre, Bonivard a écrit plusieurs ouvrages de droit institutionnel, dont les plus importants sont : De l’ancienne et nouvelle police de Geneve et De noblesse et de ses offices ou degrez et des trois estatz monarchique, aristocratique et democratique. Des dismes et des servitudes taillables. Dans un autre de ses domaines d’intérêt, celui des langues vernaculaires, - il est le premier auteur d’un dictionnaire entre deux langues vivantes, allemand-français - il a écrit : Advis et devis des lengues. Vivant dans une période de débats religieux, il s’est exprimé sur la prédestination dans Amartigénée c’est-à-dire de la source du péché. Finalement, signalons deux ouvrages, plus pamphlétaires qu’érudits : Advis et devis de l’estat ecclésiastique et mutations de icelluy, réquisitoire sévère contre les papes de sa génération ; et Advis et devis des difformes réformateurs, condamnation des anglicans, des luthériens etc. et de tous les courants protestants autres que celui de Calvin.

## Hommages
En 1855[réf. souhaitée], la ville de Genève a donné au prolongement de la rue Kléberg le nom de rue François-Bonivard.

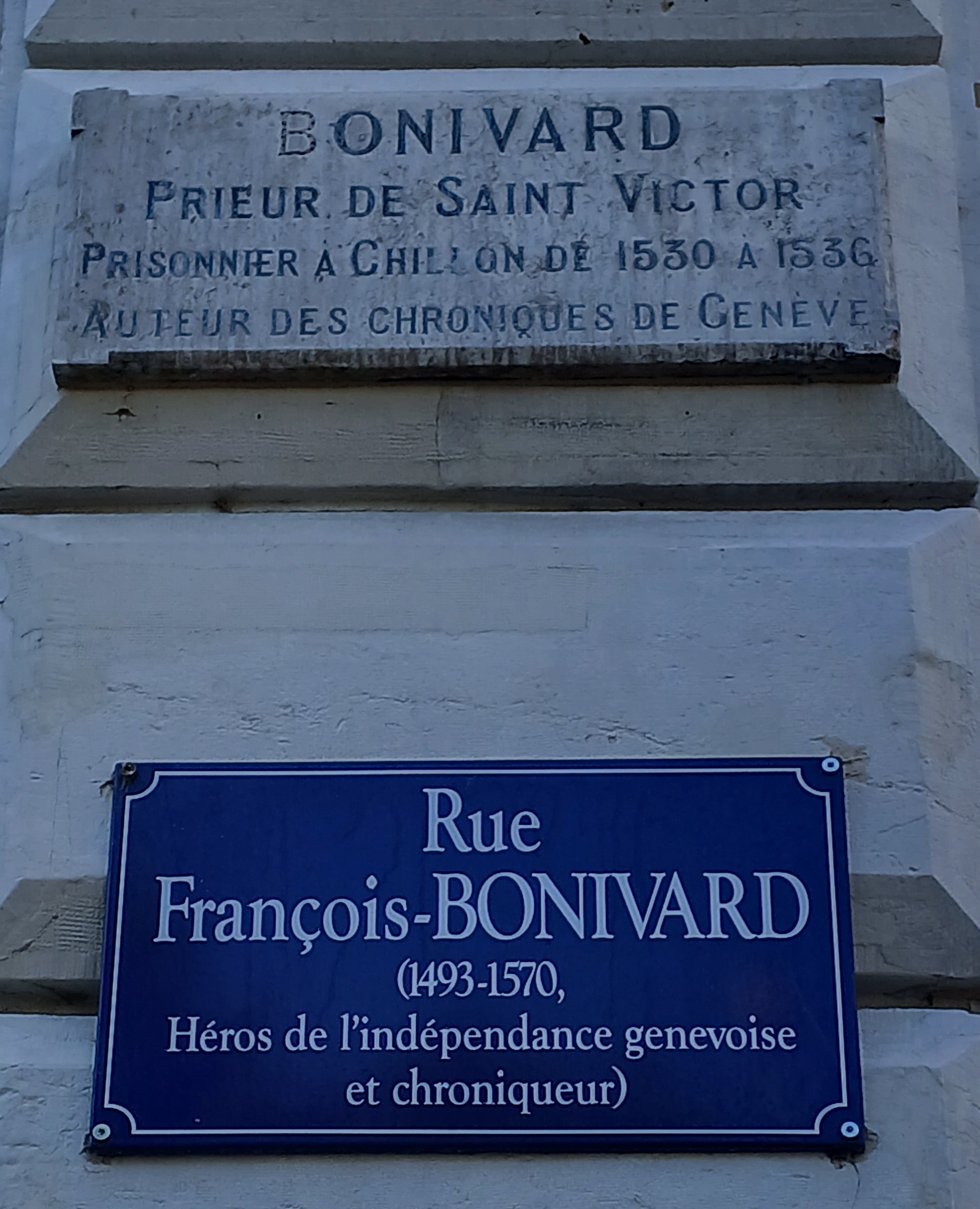
Rue Bonivard